# Nikaia (Attique)
Pour les articles homonymes, voir Nikaia.
Nikaia (en grec moderne : Νίκαια, Níkea, pouvant être traduit en Nicée) est une ville de Grèce située dans la banlieue ouest d'Athènes, à proximité du Pirée. La ville se trouve dans la périphérie de l'Attique, dans la Nomarchie du Pirée. La ville compte aujourd'hui environ 88 077 habitants, nombre qui classe la  la cité au douzième rang des villes de Grèce.

## Géographie
Nikaia est située à 2,5 km au nord du Pirée et à 7 km à l'ouest du centre d'Athènes.
L'unité municipale a une superficie de 6,649 km2.
Les rues principales sont la rue Gregori Lambraki et la rue Petrou Ralli.
Le dème de Níkea-Ágios Ioánnis Réntis s'étend sur 11,2 km2.

## Histoire
Elle fut fondée en janvier 1923 pour reloger les réfugiés d'Asie Mineure ; elle est souvent évoquée sous le nom de Kokkinia dans les chansons rébétiques.
Jusqu'en 1940, l'agglomération s'appelait Néa Kokkinia ; elle fut rebaptisée en référence à la ville de Nicée.
Le 17 août 1944, un massacre de civils y est perpétré (en). Il s'agit d'un des plus grands crimes de guerre durant l'occupation de la Grèce pendant la Seconde Guerre mondiale.

## Population
| 1981   | 1991   | 2001   | 2011   | 2021   |
| ------ | ------ | ------ | ------ | ------ |
| 90 368 | 87 597 | 93 086 | 89 380 | 88 077 |

## Transports
La station Níkea (en) de la ligne 3 du métro d'Athènes est située sous la place Eleftheriou Venizelou.

## Culte chrétien orthodoxe
Depuis 1967, la ville est le siège d'un évêché, la Métropole de Nikaia. La cathédrale est l'église Saint-Nicolas.

## Jumelages
| Ville | Ville     | Pays | Pays    |
| ----- | --------- | ---- | ------- |
|       | Koutaïssi |      | Géorgie |

## Sport
L'AE Nikaia est un ancien club de football de la ville qui a disputé une seule saison dans l'élite, l'Alpha Ethniki. Il a fusionné avec l'Aris Nikaia en 1965 pour donner naissance au Ionikos Le Pirée qui joue au stade municipal Dimotico-Neapolis (6 300 places) . L'équipe rivale est le AO Proodeftiki Korydallou qui joue au Gymnase Municipal de Nikaia (4 361 places).
Les épreuves d'haltérophilie des Jeux olympiques d'Athènes de 2004 eurent lieu dans la ville dans la Salle Nikaia.